# Gordon Dunlap Bennett
Gordon Dunlap Bennett SJ (ur. 21 października 1946 w Denver) – amerykański duchowny rzymskokatolicki, jezuita, biskup pomocniczy Baltimore w latach 1998–2004, biskup diecezjalny Mandeville w latach 2004–2006, od 2006 biskup senior diecezji Mandeville.

## Życiorys
Urodził się 21 października 1946 w Denver. Po ukończeniu szkoły średniej, wstąpił do Towarzystwa Jezusowego i podjął studia filozoficzno–teologiczne w seminarium duchownym. Święcenia prezbiteratu przyjął 14 czerwca 1975.
23 grudnia 1997 papież Jan Paweł II prekonizował go biskupem pomocniczym archidiecezji Baltimore ze stolicą tytularną Nesqually. Święcenia biskupie otrzymał 5 marca 1998 w archikatedrze Najświętszej Marii Panny Królowej. Udzielił mu ich kardynał William Keeler, arcybiskup metropolita Baltimore, w asyście Carlosa Arthura Sevilly, biskupa diecezjalnego Yakima i Georga Murry'a, biskupa pomocniczego Chicago.
6 lipca 2004 papież Jan Paweł II mianował go biskupem diecezjalnym Mandeville. 8 sierpnia 2006 papież Benedykt XVI przyjął jego rezygnację z obowiązków biskupa diecezjalnego.